# Ельцовский район (Западная область)
Ельцовский район — административно-территориальная единица в составе Западной области РСФСР, существовавшая в 1929—1932 годах.
Административный центр — село Ельцы.

## История
Ельцовский район был образован согласно постановлению ВЦИК от 17 июня 1929 года в составе Ржевского округа Западной области.
23 июля 1930 года в связи с ликвидацией округов Ельцовский район был переподчинен непосредственно облисполкому.
1 января 1932 года Ельцовский район был упразднён. При этом Дурневский, Итошинский и Сетьковский сельсоветы были переданы в Ржевский район; Ильгорский, Мелентьевский и Свердловский сельсоветы — в Луковниковский район; остальные сельсоветы в Селижаровский район.